# Oreophryne unicolor
Oreophryne unicolor es una especie de anfibio anuro del género Oreophryne, de la familia Microhylidae.

## Distribución geográfica
Originaria de Nueva Guinea Occidental (Indonesia).